# Te Anau (sjö)

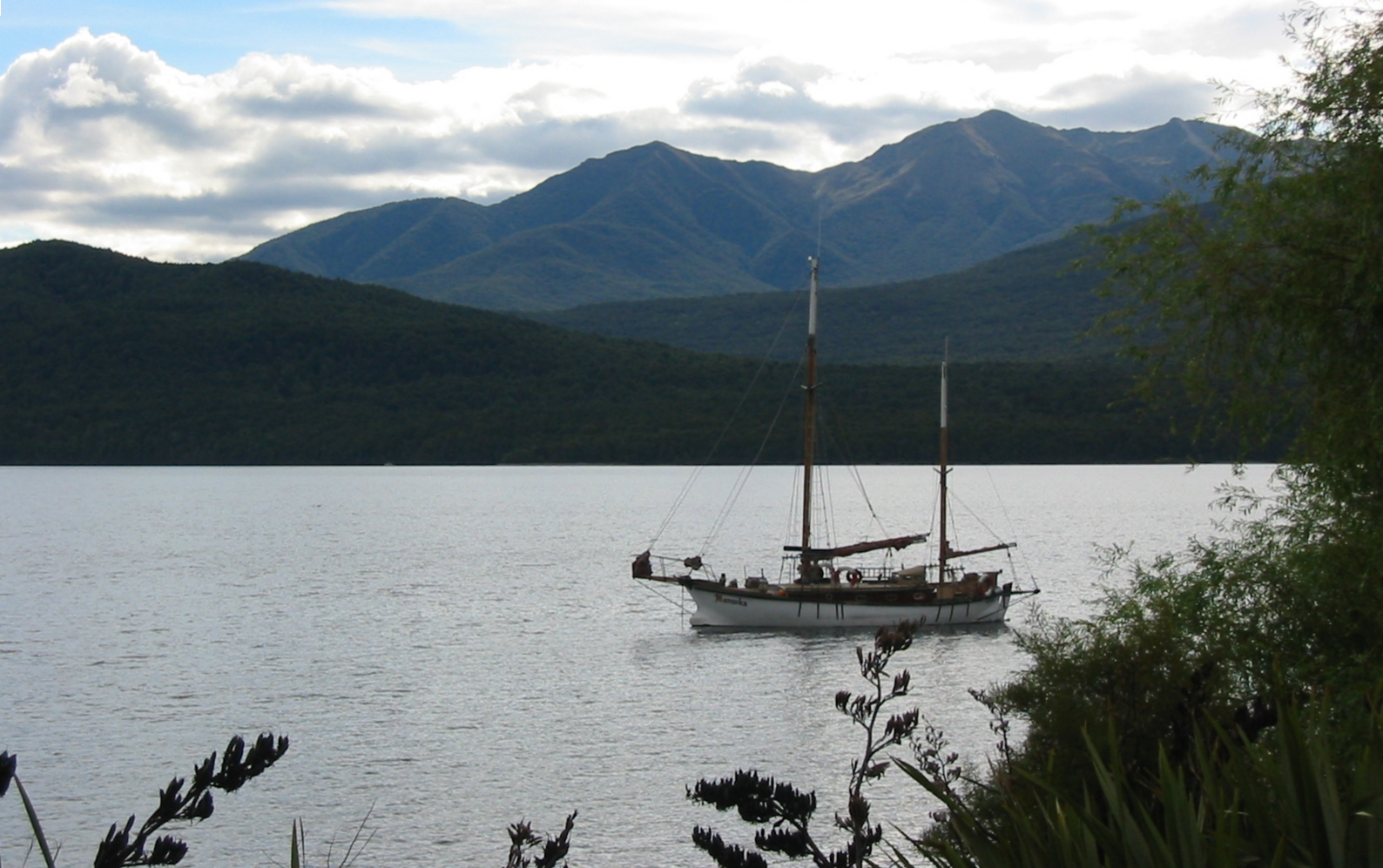
Lake Te Anau.

Te Anau är Nya Zeelands näst största sjö (den största är Lake Taupo). Te Anau ligger i sydvästra delen av Sydön och har en yta på 344 kvadrakilometer. Det ursprungliga namnet var Te Ana-au, maori för 'grottan med virvlande vatten'. Vid stranden ligger staden Te Anau.